# Maison d'été
Une maison d'été fait traditionnellement référence à un édifice servant à la retraite lors des saisons chaudes. Elle prend en général la forme d'une petite maison, située sur le même terrain que le domaine principal, mais peut également être construite dans des parcs ou des jardins.